# Filip Wramdemark
Filip Wramdemark, född den 19 mars 2000, är en svensk innebandysspelare som spelar för Pixbo och svenska landslaget.
Wramdemark har bland annat tagit ett guld i svenska cupen och ett guld i Champions Cup. Med det svenska landslaget har han tagit guld i World Games år 2025.